# 杂多紫堇
杂多紫堇（学名：Corydalis zadoiensis）为罂粟科紫堇属下的一个种。

## 扩展阅读
- 維基物種上的相關：杂多紫堇